# Яжборовские-Юрьевы
Яжборовские-Юрьевы — старинный дворянский род, польского происхождения.
Родоначальник, Сергей Яковлевич Яжборовский прибыл из Польши в Запорожское войско и получил от Мазепы универсал на поместье в Нежинском полку (1699). Внук его Юрий Юрьевич стал именоваться также и Юрьевым, отчего потомки его и прозываются Яжборовские-Юрьевы. Род записан в VI часть родословной книги Черниговской губернии.

## Описание герба
Щит разделён на две части, из коих в верхней в серебряном поле означено сердце, а в нижней в голубом поле изображен золотой крест и над оным золотая корона.
Щит увенчан дворянскими шлемом и короной со страусовыми перьями. Намёт на щите голубой, подложенный золотом. Герб рода Яжборовских-Юрьевых внесён в Часть 6 Общего гербовника дворянских родов Всероссийской империи, стр. 139.